# New York University College of Nursing
Le College of Nursing de l'université de New York (NYU) est une école de soins infirmiers de New York, fondée en 1923. Le College offre un Bachelor en science des soins infirmiers ainsi qu'un Master et un programme de certificat Post-Master et de doctorat. Le college est aujourd'hui dirigé par le docteur Terry Fulmer.

## Histoire
Les premiers cours donnés en 1923, allaient de l'éducation à la santé à la prévention des accidents en passant par l'éducation physique. Lorsqu'en 1947, Vera Fry devint directrice de la formation en soins infirmiers, elle fut la première à réclamer la création d'un département à part entière. Il fut créé en 1947.
En 1954, c'est Martha E. Rogers qui devint présidente du Department of Nurse Education. Sous sa conduite, la NYU devint la première institution universitaire à traiter les soins infirmiers comme une science à part entière et développant son propre programme de recherches. Elle présidera aux destinées du département jusqu'en 1975, continuant à enseigner jusqu'en 1979.
Erline P. McGriff prit ensuite la direction en 1976. Pendant la décennie suivante, elle et son successeur, Patricia Winstead-Fry, induisirent une extension substantielle du programme de master en accroissant le secteur de recherche des étudiants. 
De 1987 à 2001, c'est Diane O. McGivern qui dirigea la division. Elle y intégra un nouveau programme académique et dans les années 1990, un programme d'études cliniques en pratiques avancées de soins infirmiers. Le département ouvrit une clinique/école à Brooklyn et un programme d'enseignement spécifique pour sages-femmes fut créé.